# 葛麗妃
葛丽妃（14世纪?—?），明太祖朱元璋之妃嬪，明朝大名府清丰县人，护卫将军、锦衣卫指挥使葛川之女。

## 生平
洪武十九年（1386年），葛丽妃和妹妹葛美人一起入宫。洪武二十一年（1388年），葛氏生伊王朱㰘。洪武二十六年（1393年）正月，洪武二十六年（1393年）春正月，生有皇子的美人李氏、葛氏、刘氏同时受封为妃，是为葛丽妃。同年十一月，葛丽妃生朱楠，没满月就夭折。
《罪惟录》称葛丽妃和李贤妃、鄗宁妃（一说即郭宁妃）被明太祖杀死，用大筐盛着尸体，送出太平门外。洪武三十一年（1398年），明太祖驾崩，葛美人被迫殉葬。葛丽妃和葛美人墓，在河北省大名县城南三十五里二区边马集西南，姐妹附葬一茔，墓前尚有碑记。